# بنو قريظة

بنو قريظة هي قبيلة يهودية عاشت في شبة الجزيرة العربية حتى القرن السابع، في يثرب.

## نسبهم
ينتسبون إلى: (قريظة بن النمام بن الخزرج بن الصريح بن السبط بن اليسع بن سعد بن لاوي بن جبر بن النمام بن عازر بن عيزر بن هارون بن عمران).

## خلفية تاريخية
رحلت القبائل اليهودية إلى الحجاز في أعقاب الحروب اليهودية الرومانية وامتهنوا الزراعة، مما حسّن من أوضاعهم الثقافية والاقتصادية.
في القرن الخامس، ارتحلوا إلى يثرب،.، وقد كتب أبو الفرج الأصفهاني في كتاب الأغاني أن اليهود وصلوا في الحجاز في أعقاب حروب بين اليهود والروم. امتهن اليهود الزراعة في يثرب، فزرعوا النخيل والحبوب، وهذه الميزة مكنتهم من الازدهار اقتصاديا.
مع دخول قبيلتي الأوس والخزرج المدينة المنورة، أصبحتا في عداء. لفترة وصلت لحوالي مائة عام قبل عام 620. تحالف بنو النضير وبنو قريظة مع الأوس.
في حين انحازت بنو قينقاع مع الخزرج. دخل الأوس والخزرج وحلفائهم اليهود في أربع حروب. كانت أشدها وأكثرها دموية يوم بعاث.
كانت لبنو قريظة قوة عسكرية هيمنت على المدينة وما جاورها، حيث امتهنوا أيضا صناعة أنواع من الأسلحة
في عام 622، هاجر النبي محمد ﷺ إلى يثرب، وعقد صحيفة المدينة بين المسلمين وسكان يثرب من غير المسلمين. ومنهم سيد بني قريظة كعب بن أسد، ونصت على أن لليهود دينهم، وللمسلمين دينهم، وهم أحلاف أذا تحاربوا وألا يغدر أحدهم بالآخر. مع تزايد أعداد المسلمين توترت العلاقات بينهم وبين اليهود.
في عام 627، عندما حاصرت قريش وحلفائها المدينة في غزوة الخندق قام يهود بنو قريظة بالغدر في المسلمين وتحالفوا مع المشركين، لذلك بعد هزيمة قريش وحلفائها، حاصر المسلمون قبيلة قريظة. وفي النهاية استسلمت بنو قريظة، وقتل رجالهم، وفي حين سبيت نسائهم وأطفالهم.
بعد ذلك، قام المسلمون بطرد بنو قينقاع من المدينة. قم دخلوا في صراع مع بنو النضير ثم قاموا طردهم أيضا.

## غزوة الخندق

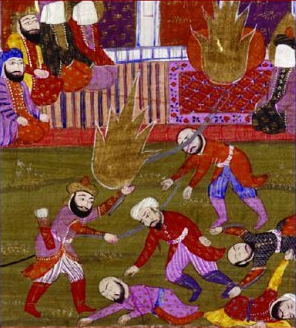
رسم فارسي يصور غزوة بني قريظة.

في العام الخامس للهجرة، تحالفت قريش مع بعض من بينها بنو النضير، لغزو المدينة وفرض حصار عليها. فضّلت بنو قريظة الحياد زودوا المدافعين عن المدينة بالمجارف والمعاول لحفر خندق دفاعي للدفاع عن المدينة. لكنها غيرت موقفها في وقت لاحق، حيث دخلت في مفاوضات مع الأحزاب.
أثناء الحصار، استقبلت بنو قريظة حيي بن أخطب سيد بني النضير الذي حرض على هذا التحالف بين قبيلته مع قريش وغطفان. وأقنع كعب بن أسد بمساعدة الأحزاب. كعب كان في البداية متردد، وجادل بأن محمدا لم يخالف العهد معهم، لكنه قرر تقديم الدعم للأحزاب بعدما وعده حيي بالانضمام إلى بني قريظة في المدينة، إذا كان عاد الأحزاب إلى مكة دون انتصار.
انتشرت شائعات عن خيانة بني قريظة وأكدتها رسل النبي سعد بن معاذ وسعد بن عبادة. أثار ذلك قلق المسلمين لأن ذلك يعني انهيار دفاعات المدينة. فأمر النبي نعيم بن مسعود، وهو من سادات غطفان الذي كان قد اعتنق الإسلام سرا، أن يذهب إلى المحاصرين ويفشل مخطط التحالف بينهم. فذهب نعيم إلى بني قريظة ونصحهم بألا ينضموا إلى قتال المسلمين إلا إذا قدّم المحاصرون رهائن من بين قادتهم. ثم سارع إلى الأحزاب وحذرهم من أن إذا طلب بنو قريظة الرهائن، وذلك يرجع إلى أنها تعتزم تسليمهم إلى المسلمين. عندما جاء ممثلو قريش وغطفان إلى بني قريظة، وطلبوا الحصول على الدعم في المعركة، طلبت بنو قريظة رهائن. ممثلو المحاصرين رفضوا، ففشلت المفاوضات. ولم تدعم بنو قريظة القوات المحاصرة. وبالتالي فشل المهاجمون في تكوين جبهة قتال ثانية ضد المدافعين عن المدينة.

## الحصار والاستسلام
يوم انسحاب الأحلاف، أخبر محمد بنزول الوحي عليه بأن يقاتل بني قريظة. التزمت بنو قريظة حصونهم وتحمّلوا الحصار لمدة 25 يوما. اقترح كعب بن أسد ثلاث طرق للخروج من المأزق: اعتناق الإسلام، أو الاستسلام، أو القتال.لم تقبل بنو قريظة أي من هذه البدائل. بدلا من ذلك طلبوا التشاور مع أبو لبابة، أحد من حلفائهم من الأوس. نصحهم أبو لبابة بالاستسلام شفقة بالنساء والأطفال. لكنه أشار «بيده نحو رقبته، مشيرا إلى أن المسلمين سيقومون بذبحهم.». في صباح اليوم التالي، استسلم بنو قريظة فأمر النبي محمد جيشه بذبح رجال القبيلة. تمت مصادرة أملاكهم، في حين تم سبي النساء والأطفال وعددهم حوالى 1000.

## نهاية بنو قريظة

#### حبس بني قريظة ومقتلهم
استسلمت بنو قريظة بعدما حاصرهم المسلمين، ثم قام سعد بن معاذ بالحكم بالذبح على الرجال، وسبي النساء، بعدما وافق النبي محمد ﷺ.

قال ابن اسحاق: ثم استنزلوا فحبسهم رسول الله صلى الله عليه وسلم بالمدينة في دار بنت الحارث امرأة من بني النجار ثم خرج رسول الله صلى الله عليه وسلم الى سوق المدينة التي هي سوقه اليوم فخندق بها خنادق ثم بعث إليهم فضرب أعناقهم في تلك الخنادق يخرج بهم إليه أرسالا وهم ستمائة أو سبعمائة والمكثر لهم يقول كانوا بين الثمانمائة والتسعمائة.

بعد ذلك أمر محمد بقتل كل من أنبت شعرة العانة وذلك حسب ماجاء في سيرة ابن هشام وفي صحيح أبي داود ،عن عطيةَ القُرظيِّ قال: كنتُ من سبيِ بَني قُرَيْظةَ، فَكانوا ينظرونَ فمن أنبتَ الشَّعرَ قتلَ، ومن لم ينبت لم يقتل، فَكُنتُ فيمن لم ينبت، وفي رواية فَكَشفوا عانتي فوجدوها لم تنبُتْ فجعلوني منَ السَّبيِ
.

#### غنائم المسلمين من بنو قريظة
حسب ماجاء في سيرة ابن هشام عن ابن اسحاق وفي كتاب"السنن الكبرى" للبيهقي انه بعد استسلام بنو قريظة تم اقتسام أموالهم وسبي نسائهم وأولادهم وبيع البعض منهم في نجد لشراء الخيل والسلاح، قال ابن إسحاق : ثم إن رسول الله صلى الله عليه وسلم قسم أموال بني قريظة ونساءهم وأبناءهم على المسلمين، وأعلم في ذلك اليوم سهمان الخيل وسهمان الرجال، وأخرج منها الخمس، فكان للفارس ثلاثة أسهم، للفرس سهمان ولفارسه سهم، وللراجل، من ليس له فرس، سهم. وكانت الخيل يوم بني قريظة ستة وثلاثين فرسا، وكان أول فيء وقعت فيه السهمان، وأخرج منها الخمس، فعلى سنتها وما مضى من رسول الله صلى الله عليه وسلم فيها وقعت المقاسم، ومضت السنة في المغازي. ثم بعث رسول الله صلى الله عليه وسلم سعد بن زيد الأنصاري أخا بني عبد الأشهل بسبايا من سبايا بني قريظة إلى نجد، فابتاع لهم بها خيلا وسلاحا.

## نقد لرواية ابن اسحاق وابن هشام
حسب ماجاء في سيرة أعلام النبلاء اعتبر الأثرم أن رواية ابن اسحاق غير صحيحة

 لكن من جهة أخرى اعتبر يعقوب بن شيبة والإمام الذهبي أن حديث ابن اسحاق صحيح حيث قال يعقوب بن شيبة: سألت عليا: كيف حديث ابن إسحاق عندك صحيح؟ فقال: نعم حديثه عندي صحيح قلت: فكلام مالك فيه؟ قال: مالك لم يجالسه ولم يعرفه وأي شيء حدث به ابن إسحاق بالمدينة: قلت: فهشام بن عروة قد تكلم فيه فقال علي: الذي قال هشام ليس بحجة لعله دخل على امرأته وهو غلام فسمع منها أن حديثه ليبين فيه الصدق.

وقال الإمام الذهبي عن ابن اسحاق: روى له مسلم في المتابعات واستشهد به البخاري وأخرج أرباب السند له. وهذا يدل على صحة رواية ابن اسحاق بإجماع علماء الإسلام

## وصلات خارجية
- اليهود في المدينة